# Jack Lambert (acteur américain)
Pour les articles homonymes, voir Jack Lambert et Lambert.
Ne pas confondre avec l'acteur britannique Jack Lambert (1899-1976).
Jack Lambert est un acteur américain, né le 13 avril 1920 à Yonkers (État de New York), mort le 18 février 2002 à Carmel-by-the-Sea (Californie).

## Biographie
Jack Lambert débute au théâtre à Broadway en 1940 et y joue dans deux pièces, la seconde en 1941. L'année suivante (1942), il fait sa première apparition au cinéma, où il se produit jusqu'en 1963, dans une soixantaine de films américains, dont bon nombre de films noirs et de westerns. Dans les seconds rôles de vilains qu'il interprète le plus souvent, son physique bien typé se remarque, comme dans le western Les Affameurs (en 1952, avec James Stewart), ou les films noirs Les Tueurs (en 1946, avec Burt Lancaster) et En quatrième vitesse (en 1955, avec Ralph Meeker).
À la télévision, il participe à une cinquante de séries (dont plusieurs bien connues dans le genre du western), entre 1951 et 1970, ainsi qu'à un téléfilm diffusé en 1967.

## Filmographie partielle

### Au cinéma
- 1943 : Le Cabaret des étoiles (Stage Door Canteen) de Frank Borzage
- 1943 : La Croix de Lorraine (The Cross of Lorraine) de Tay Garnett
- 1943 : L'Ange perdu (Lost Angel) de Roy Rowland
- 1944 : Voyage sans retour (Till we meet again) de Frank Borzage
- 1946 : Les Tueurs (The Killers) de Robert Siodmak
- 1946 : Les Demoiselles Harvey (The Harvey Girls) de George Sidney
- 1946 : Règlement de comptes à Abilene Town (Abilene Town) d'Edwin L. Marin
- 1946 : Les Héros dans l'ombre (O.S.S.) d'Irving Pichel
- 1947 : Le crime était presque parfait (The Unsuspected) de Michael Curtiz
- 1947 : Dick Tracy contre La Griffe (Dick Tracy's Dilemma) de John Rawlins
- 1947 : La Nouvelle-Orléans (New Orleans) d'Arthur Lubin
- 1948 : Reaching from Heaven de Frank R. Strayer
- 1948 : Le Barrage de Burlington (River Lady) de George Sherman
- 1949 : Le Prix du silence (The Great Gatsby) d'Elliott Nugent
- 1949 : Le Cavalier fantôme (Brimstone) de Joseph Kane
- 1949 : Nous... les hommes (Yes Sir, that's my Baby) de George Sherman
- 1949 : Incident de frontière (Border Incident) d'Anthony Mann
- 1950 : Stars in My Crown de Jacques Tourneur
- 1951 : La Femme à abattre (The Enforcer) de Bretaigne Windust et Raoul Walsh
- 1951 : L'Énigme du lac Noir (The Secret of Convict Lake), de Michael Gordon
- 1952 : La Femme aux revolvers (Montana Belle) d'Allan Dwan
- 1952 : Les Affameurs (Bend of the River) d'Anthony Mann
- 1952 : Barbe-Noire le pirate (Blackbeard, the Pirate) de Raoul Walsh
- 1953 : Fais-moi peur (Scared Stiff) de George Marshall
- 1953 : L'Affaire de la 99ème rue (99 River Street) de Phil Karlson
- 1955 : En quatrième vitesse (Kiss Me Deadly) de Robert Aldrich
- 1955 : À l'ombre des potences (Run for Cover) de Nicholas Ray
- 1955 : Vera Cruz de Robert Aldrich
- 1956 : Coup de fouet en retour (Backlash) de John Sturges
- 1958 : Mitraillette Kelly (Machine Gun Kelly) de Roger Corman
- 1958 : Traquenard (Party Girl) de Nicholas Ray
- 1959 : Ne tirez pas sur le bandit (Alias Jesse James) de Norman Z. McLeod
- 1959 : La Chevauchée des bannis ((Day of the Outlaw) d'André de Toth
- 1960 :  Les Pillards de la forêt (Freckles) d'Andrew V. McLaglen
- 1961 : Dompteur de femmes (The George Raft Story) de Joseph M. Newman
- 1962 : La Conquête de l'Ouest (How the West was won) d'Henry Hathaway, John Ford et George Marshall
- 1963 : Quatre du Texas (4 for Texas) de Robert Aldrich

### À la télévision (séries)
- 1956 : Crusader
- 1956 : Rintintin (The Adventures of Rin Tin Tin)
  - Saison 3, épisode 4 Le Retour du chef (Return of the Chief)
- 1956-1959 : Alfred Hitchcock présente (Alfred Hitchcock presents)
  - Saison 2, épisode 11 Le Meilleur Marché (The Better Bargain, 1956)
  - Saison 4, épisode 26 Cheap is Cheap de Bretaigne Windust (1959)
  - Saison 5, épisode 4 Le Coyote de la lune (Coyote Moon, 1959)
- 1957-1963 : La Grande Caravane (Wagon Train)
  - Saison 1, épisode 10 The Mary Halstead Story (1957)
  - Saison 2, épisode 9 The Sakae Ito Story (1958)
  - Saison 3, épisode 19 The Benjamin Burns Story (1960)
  - Saison 7, épisode 6 The Myra Marshall Story de Joseph Pevney (1963)
- 1958 : Richard Diamond (Richard Diamond, Private Detective), Saison 2, épisode 10 The George Dale Case
- 1959 : Première série de Mike Hammer (Mickey Spillane's Mike Hammer)
  - Saison 2, épisode 37 Slab Happy

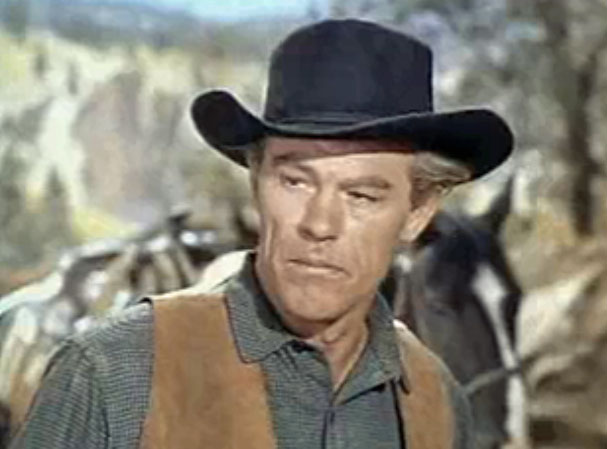
Dans Bonanza (épisode Showdown, 1960)

- 1959-1970 : Gunsmoke ou Police des plaines (Gunsmoke ou Marshal Dillon), Saison 4, épisode 35 There was never a Horse d'Andrew V. McLaglen (1959)
  - Saison 6, épisode 29 Stolen Horses de McLaglen (1961)
  - Saison 8, épisode 18 The Renagades et épisode 38 The Quest of Asa Janin de McLaglen (1963)
  - Saison 14, épisode 8 Abelia (1968) et épisode 20 The Reprisal (1969)
  - Saison 15, épisode 19 The Badge, Part II (1970)
- 1960-1967 : Bonanza
  - Saison 2, épisode 1 Showdown de Lewis Allen (1960)
  - Saison 8, épisode 20 The Unseen Wound (1967)
- 1965 : Première série de L'Homme à la Rolls (Burke's Law)
  - Saison 3, épisode 3 Steam Heat
- 1965 : Le Virginien (The Virginian)
  - Saison 4, épisode 5 The Awakening
- 1965-1966 : Les Aventuriers du Far West (Death Valley Days)
  - Saison 14, épisode 8 A City is born (1965)
  - Saison 15, épisode 14 Doc Holliday's Gold Bars (1966)
- 1966 : Première série de Max la Menace (Get Smart)
  - Saison 1, épisode 18 Un espion dans la piscine (The Dead Spy Scrawls) de Gary Nelson
- 1966-1967 : Daniel Boone
  - Saison 2, épisode 26 The Trap (1966)
  - Saison 3, épisodes 16 et 17 The Williamson Cannon : Part I & II de William Witney (1967)
  - Saison 4, épisode 10 The Desperate Raid de Nathan Juran (1967)

## Théâtre
Pièces à Broadway
- 1940 : Heavenly Express d'Albert Bein, avec Harry Carey, Russell Collins, John Garfield, Burl Ives, Aline MacMahon
- 1941 : Brother Cain de Michael Kallesser et Richard Norcross